# Liutberga
Liutberga (auch Liutperga, Liutpirc, Liutburc; * vor 750; † nach 788), Herzogin von Baiern, war die Tochter des Langobardenkönigs Desiderius und dessen Ehefrau Ansa. 

## Biografie
Sie heiratete wohl 763 aus politischen Gründen Tassilo III., der Herzog der Baiern aus dem Geschlecht der Agilolfinger, um das bairisch-langobardische Bündnis zu festigen. Neben diesem wichtigen politischen Bündnis brachte Liutberga wohl auch Gebiete um Bozen und Meran (etwa die Burg Mais, welche ehemals im bairischen Besitz waren) und wichtige Reliquien (kurz nach der Heirat wurden die Gebeide des heiligen Valentins aus Trient nach Baiern gebracht) mit in die Ehe ein.
Liutberga hatte wohl vier Kinder mit Tassilo: zwei Söhne, Theodo III. und Theodebert, sowie die beiden Töchter Cotani und Hrodrud.

## Herzogin an der Seite Herzog Tassilos

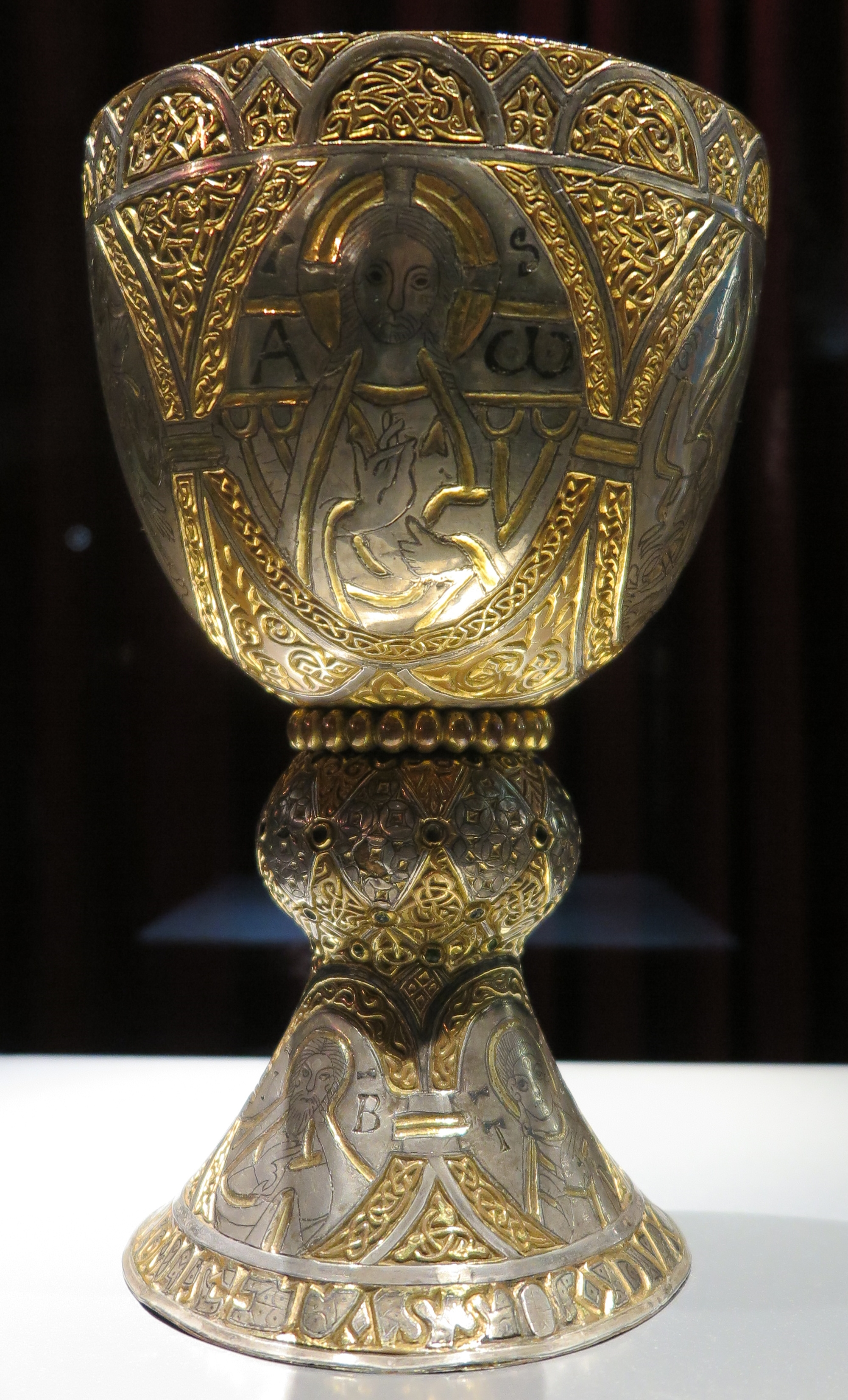
Liutberga stiftete gemeinsam mit ihrem Mann Tassilo im Jahre 777 einen Kelch, der sich heute im Stift Kremsmünster befindet

Herzogin Liutberga gilt als politisch aktive Herzogin. 
Liutberga und Tassilo regierten das Herzogtum Baiern weitestgehend unabhängig vom fränkischen Reich und richteten ihre Bündnispolitik in südliche Richtung (unter anderem Liutbergas Heimat, das Langobardenreich). Liutberga wurde daher von zeitgenössischen Chronisten der Karolinger, also den zeitlebenden Kontrahenten des bairischen Stammesherzogtums, als „böses, gottverhasstes Weib“ bezeichnet und für den Untergang ihres Mannes mitverantwortlich gemacht, da sie Tassilo III. gegen die Franken aufgehetzt haben soll. 
Nachdem Tassilo III. 788 von Karl dem Großen abgesetzt worden war, wurden er, Liutberga und ihre Kinder in verschiedene Reichsklöster verbannt. Vielleicht wurde Liutberga zusammen mit ihren Töchtern in das Kloster Corbie entsandt, vielleicht wurden sie aber auch voneinander getrennt (ihre Tochter Cotania in das Kloster Chelles und Hrodrud in das Kloster der heiligen Sadalberga in Laon).
Liutberga starb vermutlich vor 794, da auf der Frankfurter Synode, vor der sich Tassilo nochmals verantworten musste, von ihr nichts erwähnt wurde.

## Liutberga als Stifterin
Liutberga ist weithin bekannt für ihre zahlreichen Klosterstiftungen, die sie zusammen mit ihrem Mann unternahm. Dazu zählen – vermutlich unter Anderen:
- Die Inselklöster im Chiemsee: Herrenchiemsee[6] und Frauenwörth[7]
- Wahrscheinlich im Jahr 777 stifteten Liutberga und Tassilo dem Stift Kremsmünster den sogenannten Tassilokelch der die Inschrift trägt: „TASSILO DVX FORTIS + LIVTPIRC VIRGA REGALIS“, übersetzt: „Tassilo, tapferer Herzog + Liutpirg, königlicher Spross“.